# Сејм Краљевине Пољске
Генерални сејм (пољ. Sejm walny, такође познат као Генерални парламент) био је парламент Краљевине Пољске. Развио се из раније институције Curia Regis (Краљево веће) и био је један од примарних елемената демократског управљања у пољском доминиону.
Првобитно основан 1386. године, званично је функционисао као дводомна дијета од формирања Сената 1493. године. Сејм је био састављен од чланова краљевског савета или краљевог двора ( краљевског двора, који је играо највећу улогу), покрајинских крунских канцеларија као што су кастелани, војводе и више племство или магнати (аристократски елемент који је представљао сенат, горњи дом), припадници племства који нису имали крунске функције и представници градског већа (демократски елемент који је представљао доњи дом или посланичка комора). То су биле такозване три парламентарне државе: краљ, сенат и парламентарно веће. Сејм је био моћна политичка институција, а од почетка 16. века пољски краљ није могао да доноси законе без одобрења тог тела. Сејм Пољске и Сејм Велике Кнежевине Литваније спојени су у Сејм Заједнице Пољске и Литваније од стране Лублинске уније 1569 године.
Трајање и учесталост сејмова су се мењали током времена, при чему је најчешћа шестонедељна седница сејма која се сазива сваке две године. Локације Сејма су се мењале кроз историју. Временом је растао број посланика и сенатора сејма. Сејмови су имали углавном већинско гласање.

## Историја
Генерални сејм Краљевине Пољске одржан је први пут 1382–1386, када су представници племства и градова почели да долазе на општенародне званичне конгресе. Учешће јавности у креирању политике у Пољској може се пратити до словенског сабора познатог као wiec.  Други облик јавног одлучивања био је краљевски избор, који се дешавао када није било јасног наследника престола, или је његово именовање морало бити потврђено. Дана 2. фебруара 1386. године, на једном од првих општих саборских заседања у Лубљину, Јагело је изабран за краља Пољске. Постоје легенде о избору из 9. века легендарног оснивача династије Пјаста, Пјаста Коларца, и сличном избору његовог сина, Сиемовита (ово би избор пољског владара поставио век пре исландског код Алтинга ), али извори за то време потичу из каснијих векова и њихову валидност научници оспоравају. Изборна привилегија је обично била ограничена на најмоћније племиће (магнате) или званичнике, и била је под јаким утицајем локалне традиције и снаге владара.  До 12. или 13. века, институција wiec је такође ограничила своје учешће на високе племиће и званичнике. Свенародни скупови званичника wiec-а 1306. и 1310. могу се посматрати као претходници општег сејма.

## Састав
До 1468. сејмови су окупљали само високо племство и чиновнике, али је сејм 1468. видео посланике биране са разних локалних територија.  Иако је свим великашима било дозвољено да учествују на општем сејму, са све већим значајем локалних сејмика у 15. веку, постало је уобичајено да сејмици бирају посланике за општи сејм. Временом је ово померило важност, посебно законодавну надлежност, са локалних сејмика на општи сејм.
Два дома Сејма су били:
- Сенат (сенат) високих црквених и световних званичника, који формирају краљевско веће. Средином 15. века било их је 73  Тај број је временом растао, са 81 сенатором око 1493–1504, и 95 око 1553–65.
- Доњи дом, сејм, нижих чиновника и општег племства. Тај број је такође растао с временом, испрва испод оног сенатора, са 53 посланика око 1493–1504, и 92 око 1553–65.

Доњи дом обухватао је представнике већих градова: Кракова, Лублина, Лавова, Познања, Вилњуса, Гдањска и Торуња. Од других градова се такође тражило да повремено пошаљу своје посланике. Имали су иста гласачка и дебатна права као и други, међутим у пракси је њихово учешће било ограничено и често су запошљавали племиће да заступају своје интересе.

## Локација
До Лублинске уније (1569), сејми су се одржавали у замку Пјотрков Трибуналски, који се налазио у Пјотркову, граду изабраном због своје близине двема великим покрајинама Пољске, Великој Пољској и Малој Пољској .    Од 1493. године сејмови су били домаћини и на другим локацијама, међу којима је најистакнутији Краков, где је одржано 29 седница.   Остале локације укључују Брест (1653), Бидгошч (1520), Јенџејов (1576), Камиен (1573), Коло (1577), Корчин (1511), Лублин (1506, 1554, 1566, 1569), Познањ (1551), Познањ ( 1551 ). (1500, 1519), Торуњ (1519, 1577) и Варшава (1556, 1563, и више пута после 1568).

## Трајање и учесталост
Средином 15. века општи сејм се састајао отприлике једном годишње. Није било одређеног временског периода који је требало да прође пре него што је требало да сазове следећу седницу од стране краља. Ако се општи сејм не би одржао, локални сејмици би уместо њих расправљали о актуелним питањима.